# John Cunningham McLennan
John Cunningham McLennan KBE, FRS, FRSC (Ingersoll, Ontário, 14 de outubro de 1867 — Paris, 9 de outubro de 1935) foi um físico canadense.

## Vida
Nascido em Ingersoll, Ontário , filho de David McLennan e Barbara Cunningham, foi diretor do laboratório de física da Universidade de Toronto de 1906 a 1932.
McLennan foi eleito Fellow da Royal Society em 1915. McLennan fez a palestra Guthrie para a Physical Society em 1918. Com seu aluno de graduação, Gordon Merritt Shrum, ele construiu um liquefeito de hélio na Universidade de Toronto. Eles foram os segundos no mundo a produzir hélio líquido com sucesso em 1923, 15 anos depois de Heike Kammerlingh Onnes. Em 1926, foi agraciado com aMedalha Flavelle da Royal Society of Canada e em 1927 a Medalha Real.
Ele morreu em 1935 perto de Abbeville, na França, em um trem de Paris para Londres  de um ataque cardíaco. Ele está enterrado ao lado de sua esposa em Stow of Wedale, na Escócia.